# Lego
Lego (ле́го, від дан. leg godt — «грай добре») — серії конструкторів, що являють собою набори деталей для збирання й моделювання різноманітних предметів. Набори LEGO випускає група компаній The Lego Group, заснована 1932 року в Данії. Її назва виглядає і звучить як лат. — «збираю», хоча спочатку підприємство займалося випуском звичайних дерев'яних іграшок.
Основним продуктом компанії LEGO є різнобарвні пластмасові цеглинки, міні фігурки тощо. Асортимент деталей LEGO дозволяє збирати споруди, транспортні засоби, а також рухомих роботів. Усе, що збудовано, можна потім розібрати на окремі деталі, використавши їх для створення інших об'єктів. Компанія LEGO розпочала виробництво пластмасових цеглинок з 1949 року, що використовуються й до сьогодні. Відтоді LEGO розширила сферу своєї діяльності, створивши фільми, ігри, конкурси, а також сім тематичних парків розваг і мініатюр, першим і найбільшим серед яких є Legoland на півострові Ютландія, у місті Біллунн.
Дитячий конструктор (іграшка) для виховання, з втіленою ідеєю модульності, наочно демонструє дітям те, як можна вирішувати деякі технічні проблеми (зокрема, проблеми збирання, ремонту і розбирання техніки).

## Історія

### Важливі дати
- 1932 — Заснування компанії LEGO Оле Кірком Крістіансеном у Біллунні, Данія.
- 1944 — Оле Кірк Крістіансен перейменував компанію на "LEGO" (скорочення від данського "Leg Godt", що означає "грай добре").
- 1949 — Випуск перших пластикових цеглинок під назвою "Automatic Binding Bricks".

- 1954 — у Данії офіційно зареєстрована торгова марка LEGO.
- 1955 — був випущений перший тематичний набір LEGO.
- 1958 — було запатантовано систему "трубчастого з'єднання" деталей.
- 1961 — вперше автомобілі тепер також можна зібрати з цеглинок — раніше до наборів входили звичайні масштабні моделі.
- 1961 — виробництвом і продажем наборів LEGO в Північній Америці за ліцензією займається фірма Samsonite (нині відомий виробник багажних сумок і валіз). Співробітництво триватиме до 1988 року.
- 1962 — LEGO підкорює США.
- 1964 — вперше до наборів надається інструкція зі збірки.
- 1968 — 7 липня в Біллунні відкривається перший парк мініатюр, відпочинку та розваг Legoland.
- 1970 — чисельність співробітників компанії сягнула 1000 людей.
- 1978 — вперше з'являються лего-чоловічки.
- 1996 — запущено сайт lego.com.
- 2000 — Британська асоціація продавців іграшок назвала цеглинку LEGO найзначущішою іграшкою XX століття.
- 2011 — компанія LEGO зайняла п'яте місце за результатами опитування 48 тис. людей із 15 найважливіших регіонів світу за довірою компанії.
- 2016 — Відкриття найбільшого магазину LEGO у світі в Великобританії площею 914 м² [3].
- 2017 — Відкриття LEGO House.
- 2025 — Відкриття найбільшого магазину LEGO у світі в Данії площею 993,7 м² [4].

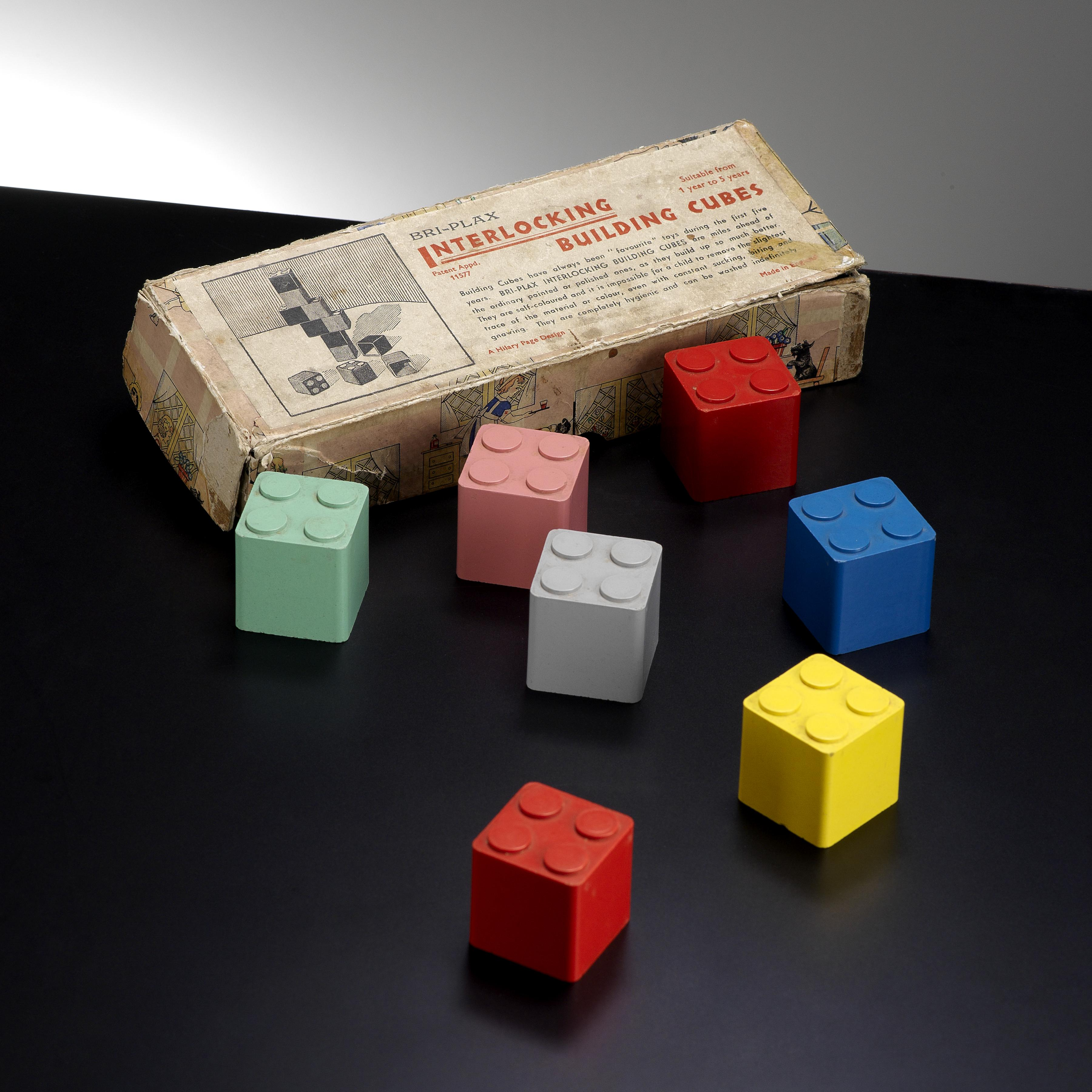
Interlocking Building Cubes Гіларі Фішера Пейджа 1939 року

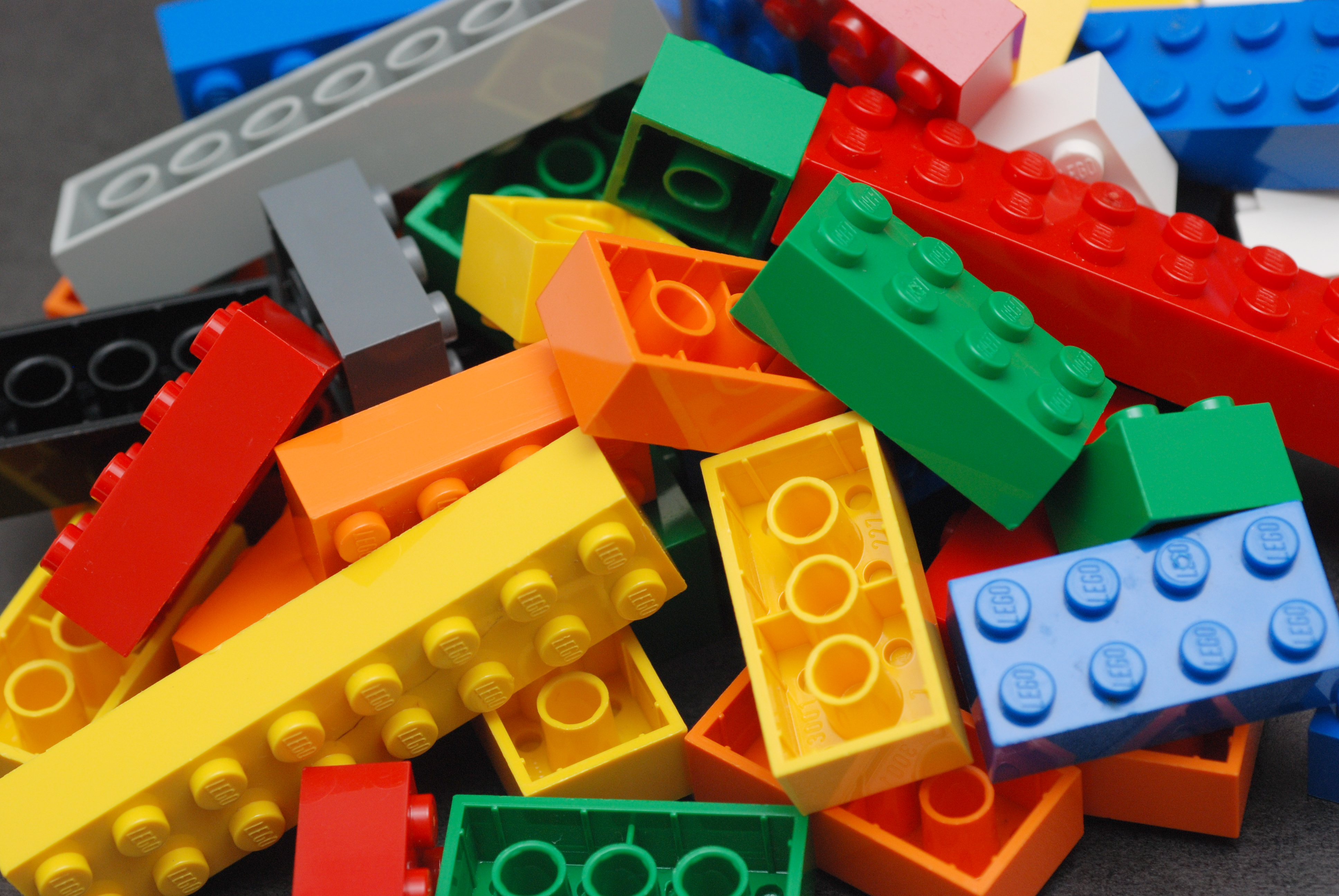
Цеглинки Lego

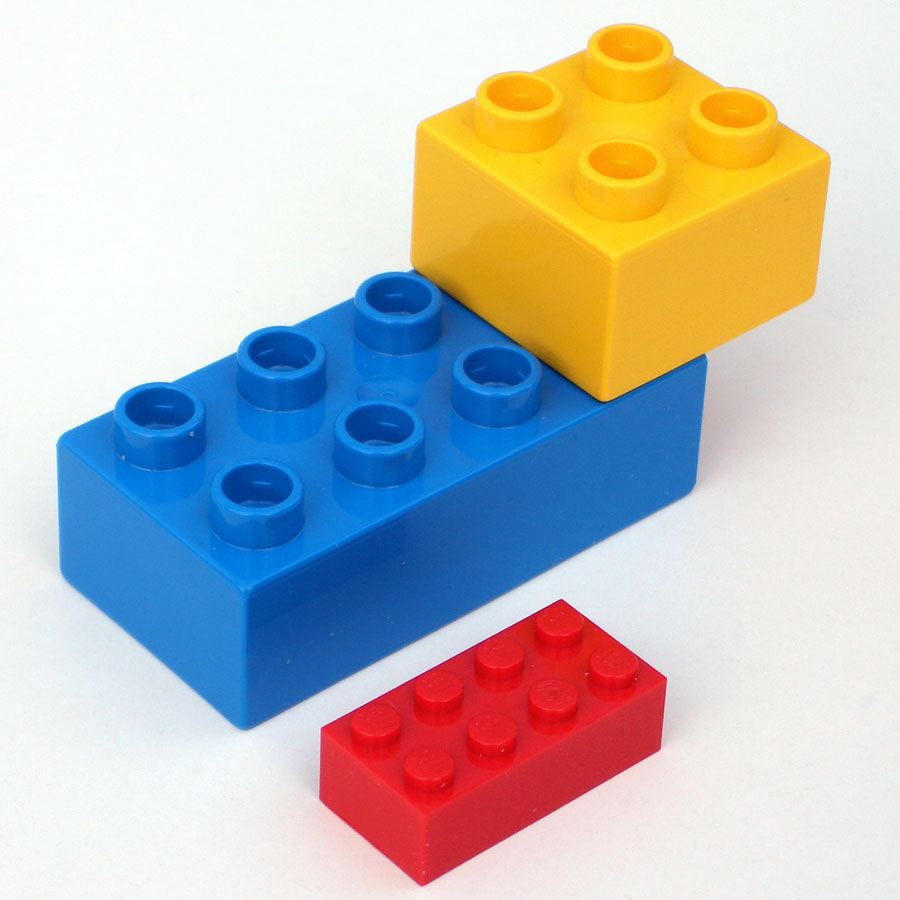
Дві цеглинки Lego Duplo порівняно зі стандартною

Компанія The Lego Group заснована в мастерні Оле Кірка Крістіансена (дан. Ole Kirk Christiansen) (нар. 7 квітня 1891), столяра з Біллунна, Данія, який з 1932 року почав виготовляти дерев'яні іграшки. 1934 року його компанія одержала назву Lego, від данських слів «leg godt», що означає «грай добре». 1947 року вона розширила виробництво до випуска пластикових іграшок. 1949 року, з-поміж інших нових продуктів, LEGO почала випуск ранньої версії популярного в наш час конструктора, яка називалася «автоматично поєднувані цеглинки». Ці деталі частково брали за основу цеглинки компанії Kiddicraft, які мали здатність скріплюватися, що були запатентовані у Великій Британії 1939 року та випущені 1947 року. Після вивчення зразка, наданого британським постачальником придбаної компанією ливарної машини, LEGO модифікували дизайн цеглинки Kiddicraft. Спочатку цеглинки виготовлялися з ацетилцеллюлози та являли собою покращені традиційні дерев'яні складані блоки, які з'єднувалися між собою за допомоги деяких круглих виступів угорі та порожнистої прямокутної нижньої частини. Цеглинки щільно замикалися разом, але водночас їхнє роз'єднання не потребувало великих зусиль.
1958 року було розроблено сучасний дизайн цеглинок, і спершу як матеріал використовувався ацетат целюлози. Сучасна цеглинка LEGO була запатентована 28 січня 1958 року.
У 1961—1962 рр. з'являються перші колеса LEGO, що відкрило можливість будувати автомобілі з LEGO. 1964 року в наборах LEGO вперше з'являються інструкції, того ж року з'являються перші потяги LEGO, перші набори з якими містили 4,5-вольтний мотор (який через два роки був змінений на 12-вольтний), акумулятор і рейки.
1964 року основним матеріалом для блоків було обрано АБС-пластик (акрилонітрилбутадієнстирол), що використовується й досі. АБС-пластик нетоксичний, менше схильний до знебарвлення й викривлення, а також стійкіший до спеки, кислот, солей та інших хімічних речовин.
Лінійка Lego Duplo, представлена 1969 року, — це набір простих блоків, які вдвічі ширше, довше та вище стандартних блоків LEGO, які призначені для маленьких дітей.
1971 року LEGO випустила набори меблів і лялькових будинків для аудиторії дівчаток. 1972 року випущено набори кораблів і човнів LEGO із плавучими деталями.
1975 року з'явилися набори Expert Series, а 1977 року — набори Expert Builder, націлені на старших і досвідченіших гравців. Технічні набори містили рухомі частини, зокрема зубчасті колеса, диференціали, важелі, осі й універсальні шарніри, дозволяючи побудову реалістичних моделей, наприклад, авто, із зубчастим управлінням і правдоподібними рухами двигуна. 1982 року лінійка Expert Builder стала Lego Technic. 1978 року LEGO випускає перші мініфігурки із рухомими руками й ногами та усмішкою на обличчі. Фігурки почали використовуватися в різних наборах LEGO, дозволяючи будувати міста, населені жителями-мініфігурками LEGO.
1999 року випущені перші набори LEGO з використанням ліцензованої інтелектуальної власності, тобто створених не в самій компанії .
У липні 2022 року, під час повномасштабного вторгнення РФ до України, компанія заявила про повне припинення роботи на російському ринку .

## Дизайн
Різноманітні деталі Lego утворюють універсальну систему. Попри відмінності в дизайні та індивідуальне призначення кожної деталі, протягом багатьох років кожна створена деталь певним чином сумісна із сучасними деталями. Сьогодні цеглинки LEGO 1958 року випуску досі скріплюються із сучасними, а набори Lego Duplo для малих дітей сумісні зі стандартними. Шість цеглинок розміром 2 × 4 шипи можна поєднати за допомоги 915 103 765 різних способів.
Усі деталі Lego виготовляються із заданим ступенем точності. Це забезпечує можливість складання та розкладання деталей, застосовуючи силу, однакову для всіх деталей. Машини, які виготовляють деталі Lego, мають похибку в 10 мікрометрів.

Розміри деяких стандартних цеглинок і пластин Lego

Первинна концептуалізація та проєктно-дослідницькі розробки відбуваються у штаб-квартирі LEGO в Біллунні, де на компанію працюють близько 120 дизайнерів. Також компанія має невеликі дизайн-бюро у Сполученому Королівстві, Іспанії, Німеччині та Японії, перед якими поставлене завдання розробки продуктів спеціально для своїх ринків. Середній термін розробки нового продукту триває 12 місяців і складається з трьох етапів. На першому етапі визначаються ринкові тенденції та розробки, включно з контактом дизайнерів із крамницями напряму; одні розміщуються в магазинах іграшок незадовго до канікул, інші проводять опитування серед дітей. Другим етапом є проєктування й розробка продукту на основі результатів першого етапу. З вересня 2008 року дизайнерські групи використовують програмне забезпечення 3D-моделювання для створення креслень САПР із початкових ескізів дизайну. Потім, за допомоги штатних стереолітографічних машин, створюються прототипи спроєктованих моделей. Ці прототипи надаються команді проєкту для коментарів, а також тестуються батьками й дітьми в процесі перевірки. Дизайн може бути змінено відповідно до результатів дослідження фокус-груп. Віртуальні моделі готової продукції Lego будуються одночасно з написанням інструкції з експлуатації. Готові моделі САПР використовуються й ширше, наприклад, для маркетингу й пакування.
Для створення свого власного цифрового дизайну споживачам була доступна комп'ютерна програма LEGO Digital Designer, аналогічний інструмент доступний для браузера Google Chrome. Сервіс зі створення фізичних моделей з програми LDD для споживачів було закрито 2012 року.
На сьогоді одними із найкращих засобів для створення, поширення та редагування власних LEGO-моделей є сервіси Rebrickable, Studio та Mecabricks. Вони поєднують різні етапи роботи LEGO-творців — від процесу збірки та рендерингу до автоматичного формування списків деталей .

## Виробництво

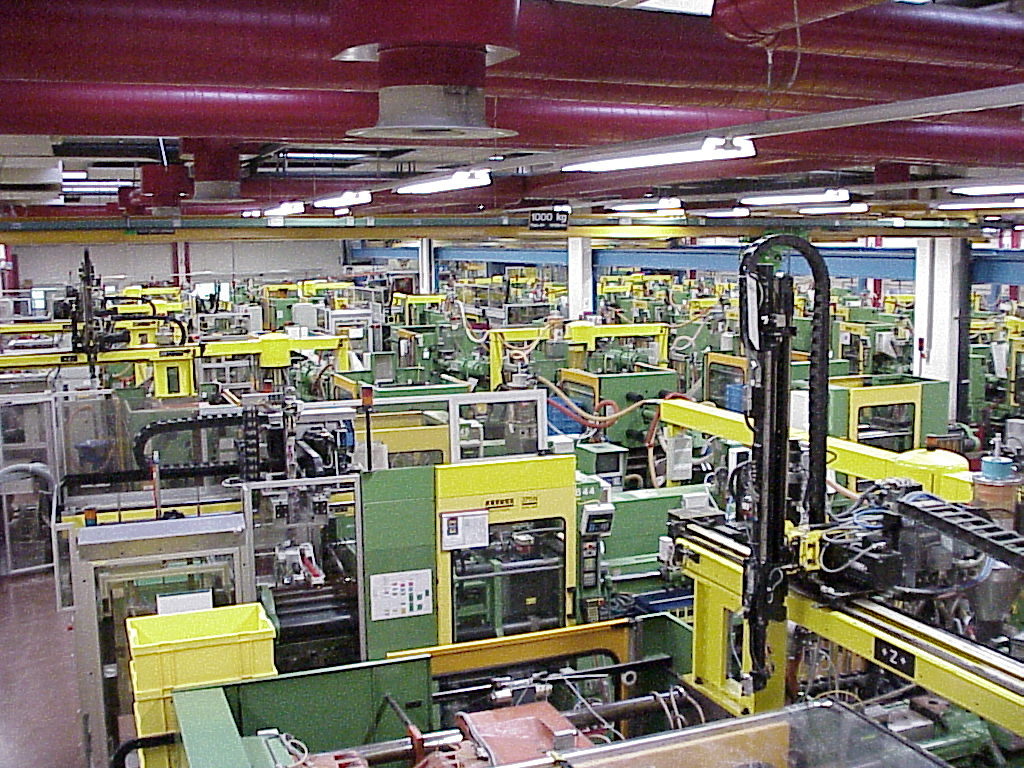
Цех з виробництва цеглинок Lego

З 1963 року деталі Lego виробляються з високостійкого пластику, відомого як акрилонітрилбутадієнстирол (АБС-пластик). Станом на вересень 2008 року інженери використовують набір програмного забезпечення NX CAD/CAM/CAE PLM для моделювання елементів. Програмне забезпечення дозволяє оптимізувати деталі за допомоги направлення потоків лиття та розрахунку напруги. Іноді прототипи форми створюються до того, як дизайн виходить у масове виробництво. Основа виробництва — термопластавтомати, у яких із різнокольорових термопластів, розігрітих до тістоподібної консистенції, методом інжекції (вприскування) штампують за температури +232 °C (450 °F) елементи конструктора. Потім вони вводяться у форми під тиском 25—100 тонн і охолоджуються протягом 15 секунд. Дозволена похибка до 2 мікрометрів, щоби забезпечити з'єднування цеглинок. Готова продукція інспектується людьми, аби усунути суттєві зміни кольору чи товщини. Згідно з даними компанії LEGO, близько 18 деталей на мільйон не відповідають потрібному стандарту. Заводи Lego переробляють усі пластикові відходи виробничого процесу, крім одного відсотка. Якщо пластик неможливо використовувати повторно, він переробляється та продається тим галузям, де його може бути застосовано.
Деталі Lego виробляються в декількох заводах по всьому світові. Лиття деталей здійснюється в Біллунні (Данія), Ньїредьгазі (Угорщина), Монтерреї (Мексика) та Цзясіні (Китай). Декорування та пакування деталей здійснюється на заводах в Данії, Угорщині, Мексиці й Кладно в Чехії.
- Головний завод в Біллунні, де в цехах довжиною до півкілометра стоять ряди автоматів, штампує близько 21 млрд цеглинок щороку. На це витрачається приблизно 60 тонн пластику на день.
- Завод у Кладно (Чехія), випускає 35—40 % (понад мільйон деталей) усієї продукції компанії, також там розташований величезний роботизований склад, один з найбільших у Європі, де виконується оформлення замовлень і розсилка продукції по торгових точках усього світу[21].

За оцінкою компанії, кількість вироблених блоків Lego протягом п'яти десятиліть становить близько 400 мільярдів. Річний обсяг виробництва цеглинок Lego в середньому становить близько 36 мільярдів на рік чи близько 1140 деталей на секунду. Якщо всі будь-коли вироблені цеглинки Lego розділити порівну між населенням Землі в 8 мільярдів осіб, кожен одержить 50 деталей. Згідно зі статтею випуску «BusinessWeek» 2006 року, Lego може вважатися виробником шин номер один у світі. Фабрика виготовляє близько 306 мільйонів маленьких гумових шин на рік. 2012 году вони оголосили про це повторно.
У грудні 2012 року програма радіо BBC «More or Less» попросила інженерний відділ Відкритого університету визначити, скільки цеглинок Lego, з'єднаних один поверх іншого, зламають найнижчий з них. Використовуючи гідравлічний прес, інженерний відділ визначив, що блок Lego 2х2, у середньому, зможе витримати максимальну силу 4240 Н. Оскільки цеглинка Lego 2х2 важить близько 1,152 г (0,0406 унцій), то, відповідно до розрахунків, знадобиться стопка 375000 блоків для того, аби зруйнувати найнижчий блок. Висота цієї стопки становитиме 3591 м (11781 фут).
Незалежні тести виявили декілька тисяч циклів збирання-розбирання деталей до зношення , хоча тест Lego показав меншу кількість циклів.

## Набори
Починаючи з 1950-х років The Lego Group випустила тисячі наборів на різноманітні теми, серед яких місто й діловий центр («LEGO City»), космос, роботи, пірати, потяги, вікінги, замки, динозаври, дослідження підводних глибин і дикий захід.
Хоча існуюють набори, які здаються пов'язаними із воєнною тематикою, зокрема «Зоряні війни», німецькі та радянські солдати в наборах «Індіана Джонс», зелені солдати з «Історії іграшок» і «LEGO Castle» — у жодній серії нема набору, безпосередньо пов'язаного з війною. Це є частиною політики Оле Кірка Крістіансена, який не бажав робити з війни дитячу гру.
Із часом перелік деталей був розширений і став включати додаткові елементи — мотори, шестерні, фари, датчики й камери, призначені для використання із компонентами Lego. Мотори, батарейні блоки, підсвітка й вимикачі продаються під назвою Power Functions. Технічна серія використовує нові види з'єднання деталей, але вони все ще сумісні з попередніми типами блоків. Технічна серія часто може бути механізована завдяки Power Functions.
«Біонікл» — це лінійка іграшок компанії Lego, націлена на віковий діапазон від 7 до 16 років. Лінійка була запущена в січні 2001 року в Європі та в червні-липні того ж року в США. Ідея серії «Біонікл» виникла з раннішої лінійки «Слайзерс» (також відома як «Сроуботс») і «Роборайдерс», що випускалися недовго. Обидві лінійки мали аналогічні метальні диски й героїв, натхненних природними стихіями. Із часом набори лінійки «Біонікл» збільшилися в розмірі й гнучкості. 2010 року лінійка «Біонікл» припинила своє існування, а її місце ненадовго зайняла «Hero Factory». Поряд з «Hero Factory», за типом «Біонікл» була створена ще одна анологічна лінійка — «LEGO: Legends of Chima», у якому використовувалася та ж структура, але для мініфігурок. 2015 року відбувся перезапуск серії «Біонікл».
Одним з найбільших наборів Lego, які були випущені в широкий продаж, є співмірне з мініфігурками видання серії «Зоряні війни: Тисячолітній сокіл». Набір було розроблено Єнсом Кронвольдом Фредеріксеном, випущено 2007 року та створено з 5195 деталей. Однак його зміг обійти набір «Тадж-Махал», що включав 5922 частини. А 2017 року найбільшим набором став Тисячолітній сокіл із сьомої частини Зоряних війн «Пробудження сили», він складається з 7541 деталі.
Також у Lego існує програма «Lego Ideas». У рамках неї будь-який фанат Lego може подати свій проєкт потенційно нового набору і, якщо він набирає 10 000 голосів за обмежену кількість часу, професійні дизайнери та маркетологи Lego розглядають його. У 2021 році Lego випустило набір за мотивами фільму «Сам удома», ідею та дизайн якого запропонував українець Олексій Сторожук. Він складається з 3955 елементів.

## Інші продукти

### Відеоігри
З 1995 року The Lego Group почали розробку відеоігор на основі своїх конструкторів. Першою грою стала Lego Fun to Build. Основним розробником відеоігор Lego є студія TT Games, а видавцем та дистриб'ютором — Warner Bros. Interactive Entertainment. Більшість відеоігор засновані на тематиках конструктора або анімаційних фільмах від LEGO. Героями ігор у всесвіті Lego є персонажі популярних мультфільмів, тварини чи монстри тощо . При цьому, ігри розраховані не лише на дітей та молодь, а й на дорослу аудиторію.
- Lego Island – (1996)
- Lego Creator – (1998)
- Lego Loco – (1998)
- Lego Chess – (1998)
- Lego Racers – (1999)
- Legoland – (1999)
- Lego Friends – (1999)
- Lego Rock Raiders – (1999)
- Lego Stunt Rally – (2000)
- Lego Alpha Team – (2000)
- Lego My Style: Preschool – (2000)
- Lego My Style: Kindergarten – (2000)
- Lego Creator: Knights' Kingdom – (2000)
- Lego Island 2: The Brickster's Revenge – (2001)
- Lego Racers 2 – (2001)
- [[Bionicle: Quest for the Toa (у США: LEGO Bionicle: Tale of the Tohunga[29])]] – (2001)
- Lego Creator: Harry Potter – (2001)
- Lego Soccer Mania – (2002)
- Bionicle: Matoran Adventures – (2002)
- Lego Creator: Harry Potter і Chamber of Secrets – (2002)
- Lego Island Xtreme Stunts – (2002)
- Lego Drome Racers – (2002)
- Bionicle: The Game – (2003)
- Lego Knights' Kingdom – (2004)
- Lego Star Wars: The Video Game – (2005)
- Bionicle: Maze of Shadows – (2005)
- Bionicle Heroes – (2006)
- Lego Star Wars II: The Original Trilogy – (2006)
- Lego Star Wars: The Complete Saga – (2007)
- Lego Indiana Jones: The Original Adventures – (2008)
- Lego Batman: The Videogame – (2008)
- Lego Battles – (2009)
- Lego Indiana Jones 2: The Adventure Continues – (2009)
- Lego Rock Band – (2009)
- Lego Harry Potter: Years 1–4 – (2010)
- Lego Universe – (2010)
- Lego Star Wars III: The Clone Wars – (2011)
- Lego Pirates of the Caribbean: The Video Game – (2011)
- Lego Harry Potter: Years 5–7 – (2011)
- Lego Battles: Ninjago – (2011)
- Lego Batman 2: DC Super Heroes – (2012)
- Lego Володар Перстнів – (2012)
- Lego City Undercover - Wii U – (2013)
- Lego Ninjago: The Final Battle – (2013)
- Lego City Undercover: The Chase Begins – (2013)
- Lego Legends of Chima: Speedorz – (2010)
- Lego Legends of Chima: Laval's Journey – (2013)
- Lego Marvel Super Heroes – (2013)
- Lego Legends of Chima Online – (2013)
- Lego Friends – (2013)
- The Lego Movie Videogame – (2014)
- Lego Гобіт – (2014)
- Lego Ninjago: Nindroids – (2014)
- Lego Batman 3: Залишаючи Готем – (2014)
- Lego Світ юрського періоду – (2015)
- Lego Dimensions – (2015)
- Lego Marvel Месники – (2016)
- Lego Зіркові війни: Пробудження сили – (2016)
- Lego Світи – (2017)
- Lego City Undercover - Xbox One, PS4, Nintendo Switch, PC – (2017)
- The Lego Ninjago Movie Videogame – (2017)
- Lego Marvel Super Heroes 2 – (2017)
- Lego The Incredibles – (2018)
- Lego DC Super-Villains – (2018)
- The Lego Movie 2 Videogame – (2019)
- Lego Star Wars: The Skywalker Saga – (2022)
- Lego Fortnite – (2023)

- Lego Racers – (рік невідомий)
- Lego Batman: The Mobile Game – (рік невідомий)
- Lego Star Wars II: The Original Trilogy – (рік невідомий)
- Lego Star Wars – (рік невідомий)
- Lego Escape – (рік невідомий)
- Lego World Soccer – (рік невідомий)
- Bionicle Heroes – (рік невідомий)
- Bionicle: Challenge – (рік невідомий)
- Lego Batman: The Mobile Game – (рік невідомий)
- Bionicle: Defenders – (рік невідомий)
- Lego Break Breaker – (рік невідомий)
- Lego 4+ – (рік невідомий)
- Lego City: Fire Hose Frenzy – (рік невідомий)
- Lego Hero Factory: Brain Attack – (рік невідомий)
- Lego City: Rapid Rescue – (рік невідомий)
- Lego Legends of Chima: Speedorz – (рік невідомий)
- Lego City: Spotlight Robbery – (рік невідомий)
- Lego Star Wars: The Yoda Chronicles – (рік невідомий)
- Lego Batman 2: DC Super Heroes – (рік невідомий)
- Lego Batman: Gotham City – (рік невідомий)
- Lego Harry Potter: Years 5–7 – (рік невідомий)
- Lego Nexo Knights: Merlock 2.0 – (рік невідомий)
- Lego Ninjago: Shadow of Ronan – (рік невідомий)
- Lego Ninjago: Tournament – (рік невідомий)
- Також існує багато flash-ігор, в які можливо зіграти на офіційному сайті конструктора.

### Фільми та ТБ
Lego Group тривалий термін випускає фільми до своїх серій та культових ідей. Наприклад для серії Ninjago або Batman Movie які є найкращими в продажах та в підтримці фанатів. 
Серед найбільш вдалих варто відзначити:
1. LEGO Ninjago: Masters of Spinjitzu 1 season
2. The Lego Movie
3. The Lego Batman Movie
4. The LEGO Ninjago Movie
5. The Lego Movie 2: The Second Part
6. LEGO DC: Shazam - Magic & Monsters

А також було створено ще чимало крутих мультфільмів та мультсеріалів для серій, як Dreamzzz, 

### Масштабні моделі
Повнорозмірна Nissan Micra
У листопаді 2013 році у Києві з конструктора LEGO зібрали повнорозмірний автомобіль Nissan Micra, що складався з 143 963 деталей і важив 1,2 тонни. Його побудували безпосередньо в автосалоні Nissan "Автоальянс", де протягом 23 днів шість осіб щодня працювали над окремими частинами моделі. Автомобіль було зареєстровано в Книзі рекордів України, а процес збирання транслювався онлайн на спеціальному сайті компанії .
Повнорозмірна Bugatti Chiron

У вересні 2018 року підрозділ Lego Technic вперше в історії випустив повнорозмірний автомобіль , що побудовано без жодної каплі клею та складено із понад 1 000 000 фірмових деталей LEGO. Bugatti Chiron від LEGO, що розвиває швидкість понад 20 км/год, зберігається в експозиції музею Autostadt в Німеччині.

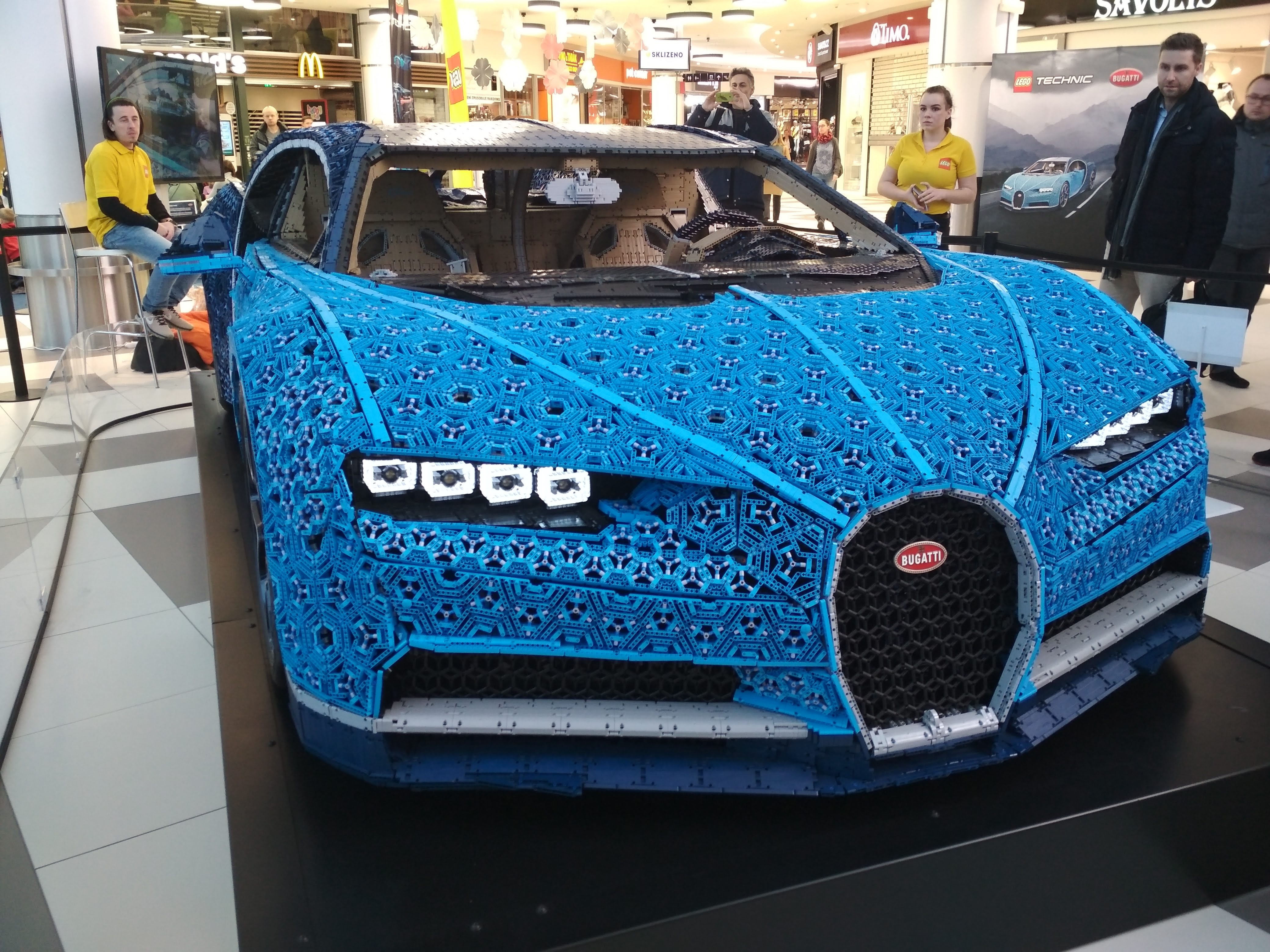
LEGO Bugatti Chiron в експозиції музею Autostadt, Вольфсбург, Німеччина

## Діяльність в Україні

### Медійна діяльність Лего Україна
В 2021 році LEGO Україна розпочала масштабну медіапрограму під назвою "Незабутній подарунок", котра полягала у просуванні Лего в Україні. У межах акції компанія безкоштовно надавала конструктори, проводила розіграші та дарувала дітям яскраві емоції . Акція також сприяла розширенню офіційної сторінки LEGO.com — у 2021 році з'явилася повноцінна українська версія .

### Блогерство
З 24 лютого 2022 року почало активніше розвиватися україномовне блогерство в соціальній мережі YouTube, Telegram, Instagram, Discord, Facebook та TikTok. Багато блогерів зараз знімають якісний контент. Ось категорії LEGO-блогерів для вас:
- UkrBricks – 341 підписників.
- Aster Brick – 186 підписників.
- Afols UA – 3 підписників.

- Maksym Mitiakin – 115 підписників, 349 фото.
- BLF UKRAINE – 1 підписників, 1 фото.

- UkrBricks – 1016 підписників.
- Sahaidaczny_Architecture – 565 підписників.
- Maksym Mitiakin – 525 підписників.
- MiNiMISTO – 452 підписників.
- Ростислав – 426 підписників.
- Тимур – 308 підписників.
- Tanya Hrymash – 248 підписників.
- Студія Л.А.У. 🇺🇦 – 251 підписників.
- Building a city – 232 підписників.
- Seven.Bricks.Technic – 135 підписників.
- Art Brick – 79 підписників.

- Mix Blocks World – 537 підписників.
- Наше Lego – 361 підписників.
- Rost Art Lego – 350 підписників.
- The Stud Ledger – 280 підписників.
- Lego Світ - Україна – 137 підписників.
- Манкі кід/Monkie kid 悟空小俠 – 120 підписників.
- SecretLegomodelistchanel🤫 – 77 підписників.
- Gigand Lego – 65 підписників.
- LEGO_MIX – 62 підписників.
- LM_Group – 48 підписників.
- LEGO KAZKA – 26 підписників.
- Lego model UA – 26 підписників.
- ArtBrick – 24 підписників.
- Lego folend world – 20 підписників.
- Brick Block UA – 13 підписників.

- StrovBy – 20,4 тис. підписників.
- МАШИНА ЧАСУ – 15,9 тис. підписників.
- Едді Бейн Bane – 3716 підписників.
- Володя збирає Леґо – 3575 підписників.
- LEGO з FUN BRICK – 2972 підписників.
- Mix Blocks – 2685 підписників.
- Наше Lego – 2461 підписників.
- Діма Ніндзяга – 875 підписників.
- Bricks_space – 412 підписників.
- Storm_brick – 233 підписників.
- Mix Blocks – 247 підписників.
- LegoExpressUA – 152 підписників.
- legofolend125 – 92 підписників.
- UaLegoWorld – 40 підписників.
- Лего українською – 23 підписників.
- BrickBlock - 14 підписників.

- Мix Blocks – 4,95 тис. підписників, 307 відео.
- Ростислав Клименко 🇺🇦 – 4,98 тис підписників, 481 відео.
- Rost Art Lego – 4,66 тис підписників, 133 відео.
- UaLegoWorld – 3,56 тис. підписників, 68 відео.
- Sasha – 2,74 підписників, 395 відео.
- Gigand Lego – 2,55 тис. підписників, 250 відео.
- Лего Анімації Українською – 2,17 тис підписників, 42 відео.
- Mister Incognito Lego – 1,67 тис. підписників, 140 відео.
- Seven Bricks - LEGO and More – 1,65 тис. підписників, 1468 відео.
- LeGo cannonS WaR – 1,53 тис підписників, 77 відео.
- Lego Міні Танки Українською🇺🇦 – 1,51 тис. підписників, 132 відео.
- Mr. LEGO TV – 1,16 підписників, 228 відео.
- BRICKLANDchannel – 928 підписників, 102 відео.
- Ukrainian_Studio Drymba – 903 підписників, 15 відео.
- LEGO Bricks - огляди й анімації – 890 підписників, 132 відео.
- Lego Brick World – 705 підписників, 91 відео.
- Storm Brick – 708 підписників, 7 відео.
- DENBOY – 630 підписників, 339 відео.
- Art Brick – 662 підписників, 191 відео.
- ЛегоЛюбителі ua – 604 підписників, 110 відео.
- Наше Lego – 580 підписників, 45 відео.
- Lego CrazyWorld – 519 підписників, 115 відео.
- LEGO KAZKA – 465 підписників, 30 відео.
- MEGA BRICKS 🇺🇦 – 368 підписників, 128 відео.
- LEGO_Max – 358 підписників, 162 відео.
- Mix Blocks Shorts – 267 підписників, 98 відео.
- legocountryUA – 223 підписників, 47 відео.
- Lego folend – 178 підписників, 58 відео.
- MaXBrick Review – 174 підписників, 104 відео.
- Частина Огляду – 169 підписників, 61 відео.
- Світ Фантастики – 113 підписників, 27 відео.
- BLF UKRAINE – 96 підписників, 48 відео.
- Alex Funko – 70 підписників, 41 відео.
- Monkie kid – 67 підписників, 14 відео.
- Slm 555 – 65 підписників, 48 відео.
- VaniX – 62 підписників, 68 відео.
- Boss_Davidos – 59 підписників, 41 відео.
- Maxander – 59 підписників, 9 відео.
- Тімур and lego 2 – 40 підписників, 30 відео.
- Lego model UA – 33 підписників, 35 відео.
- legocool – 28 підписників, 47 відео.
- Star Brick Ukraine – 27 підписників, 14 відео.
- Daf-lego – 24 підписників, 10 відео.
- WarBricksStudio – 23 підписників, 5 відео.
- Lorogan LEGO – 15 підписників, 8 відео.
- Storm_brick – 14 підписників, 0 відео.
- Mr. Brick – 13 підписників, 2 відео.
- UkrBricks Lego User Group – 12 підписників, 1 відео.
- LEGO IT'S LOVE – 12 підписників, 4 відео.
- Morro – 12 підписників, 0 відео.
- Володя збирає Лего – 8 підписників, 0 відео.

- Alex (adwind) – 358 підписників.
- Let's Build Ukraine Inc – 34 підписників.

- Dwalin Forkbeard – 2,5 тис. підписників, 489 фото.
- Maxim Baybakov – 1,5 тис. підписників, 235 фото.
- Flambo14 – 541 підписників, 427 фото.
- Krzysztof J – 324 підписників, 125 фото.
- lce2bu – 238 підписників, 116 фото.
- Aleksandr Sukhov – 222 підписників, 91 фото.
- Pilation Pilation – 216 підписників, 332 фото.
- Mukha Vitaliy – 197 підписників, 91 фото.
- I'm Adwind – 188 підписників, 183 фото.
- Jefry Been – 157 підписників, 160 фото.
- Mihail Rakovskiy – 126 підписників, 136 фото.
- Ilyabuilder724 – 107 підписників, 271 фото.
- Pavel Tyutyunik – 90 підписників, 145 фото.
- Jack_oS – 79 підписників, 9 фото.
- Vitaliy Mukha – 50 підписників, 10 фото.
- Pavel Artemov – 43 підписників, 44 фото.
- Brick One – 24 підписників, 20 фото.
- 00bricker – 17 підписників, 22 фото.
- Doktor Orfanik – 16 підписників, 866 фото.
- Michael Atoyan – 12 підписників, 265 фото.
- Eldar Prylutskyi – 12 підписників, 5 фото.
- Yuriy O. – 8 підписників, 25 фото.
- Aleksey Dobrovolskyy – 6 підписників, 14 фото.
- Andrew Gurtovoy – 5 підписників, 25 фото.
- Vitaliy Radetsky – 2 підписників, 46 фото.
- Maksym Klakov – 1 підписників, 55 фото.
- Greg0509 – 1 підписників, 4 фото.

- RTBricks – 23,1 тис. підписників.
- Gleb _ Ukraine _Kharkov – 7,221 підписників.
- Legoland Kharkiv - 5,615 підписників
- Adwind – 5,224 підписників.
- dwalinforkbeard – 4,182 підписників.
- lego_dude01 – 2,255 підписників.
- Aleksey – 1633 підписників.
- Коваленко Максим – 1,671 підписників.
- legoverse.web – 568 підписників.
- Kostiantyn Hrabovskyi – 398 підписників.
- Aster Brick – 243 підписників.
- Nazar Kryvenko – 194 підписників.
- lmanimated – 31 підписників.

- FUN BRICKS – 73,6 тис. підписників, 682 відео.
- Ilyabuilder724 – 36,7 тис. підписників, 370 відео.
- Donchuk Lego – 9,9 тис. підписників, 565 відео.
- OneBrick – 2,37 тис. підписників, 164 відео.
- Adwind Builds –  1,71 тис. користувачів, 33 відео
- ASTER BRICK – 499 підписників, 13 відео.
- LegoCastleManiac – 29 підписників, 8 відео.

- Лавка Розваг – 18,9 тис. підписників, 120 відео.
- MaestroGrigorii Unboxing – 664 підписників, 180 відео.

## Підтримка України
- у 2010 році було започатковане партнерство Міністерства освіти і Науки України (МОН) із The LEGO Foundation .
23 березня 2018 року сторони здійснили підписання Меморандуму про взаєморозуміння, відповідно до якого The LEGO Foundation зобов’язалася безкоштовно забезпечити наборами всі перші класи в Україні (близько 17 тисяч шкіл) протягом 2018–2019 навчального року .
Окрім цього, компанія надала підтримку в підготовці педагогів, щоб вони могли ефективно застосовувати конструктори LEGO в освітньому процесі.
- 16 листопада 2023 року UNITED24 почала співпрацю з LEGO-творцями над спільним проєктом #LEGOwithUKRAINE — київська Україна-мати (Максим Мітякін, Україна), Водонапірна вежа Маріуполя (Євген Тонєв, США) та кримське Ластівчине гніздо (Артур Самков, Польща).  Кожен конструктор створений у п’ятьох екземплярах. Усі зібрані кошти будуть направлені на відбудову України. Мета #LEGOwithUKRAINE — розказати більше про Україну, популяризувати її видатні архітектурні пам'ятки та закохати у неї весь світ .
У травні 2024 року компанія LEGO випустила конструктори архітектурних пам'яток України, щоб зібрати кошти на відбудову гімназії в Дніпропетровській області, яка постраждала від російського ракетного удару, причому конструктори вручаються в якості призів за пожертвування від 24$ .

- 15 травня 2024 року було анонсовано п'ять нових українських пам'яток в межах спільного проєкту #UKRAINEinLEGObricks — київські Золоті ворота (Ерік Лоу, США), Бахчисарайський Ханський палац (Мацей Коцот, Польща), Підгорецький замок (Марк Сегеді, США), Одеський національний академічний театр опери та балету (Даніель Задль, Німеччина) та Миколаївська астрономічна обсерваторія (Олександр Єрмолаєв, Україна). Кожен конструктор створений у трьох екзепмлярах. Усі зібрані кошти підуть на відбудову Великокостромської гімназії в Дніпропетровській області, куди 11 жовтня 2022 року влучила російська ракета .

- 12 липня 2024 року було завершено Збір Ukraine in LEGO Bricks. Під час двох частин було зібрано понад 500 000 $ на підтримку України! Загалом у межах Ukraine in LEGO Bricks були представлені вісім моделей, які створили вісім креаторів з різних куточків світу: Ерік Лоу, Марк Сегеді та Євген Тонєв зі США, Максим Мітякін та Олександр Єрмолаєв з України, Даніель Зайдль з Німеччини, Мацей Коцот і Артур Самков із Польщі 
З деталей LEGO вони відтворили київську Україну-мати, кримське Ластівчине гніздо, Водонапірну вежу Маріуполя, Бахчисарайський Ханський палац, Підгорецький замок, Одеський національний академічний театр опери та балету і Миколаївську астрономічну обсерваторію .

- 24 січня 2025 року МОН і The LEGO Foundation продовжили партнерство, підписавши Меморандум про взаєморозуміння. Документ визначає напрями партнерства у сферах освіти та науки й є логічним продовженням співпраці, започаткованої ще у 2010 році 